# Professeur Balthazar
Pour les articles homonymes, voir Balthazar.
Professeur Balthazar (Profesor Baltazar) est une série télévisée d'animation croate en 59 épisodes cinq à dix, minutes produite par les studios Zagreb Film et diffusée en ex-Yougoslavie de 1967 à 1978.
En France, la série a été diffusée pour la première fois en 1980 sur FR3 et rediffusé en 1982, et au Québec à partir du 13 septembre 1987 sur TVJQ.

## Historique de la création
Créé par le célèbre dessinateur croate Zlatko Grgić, Le Professeur Balthazar a connu le succès dans le monde entier. De par l'universalité de son thème, il est destiné aussi bien aux enfants qu'aux adultes.

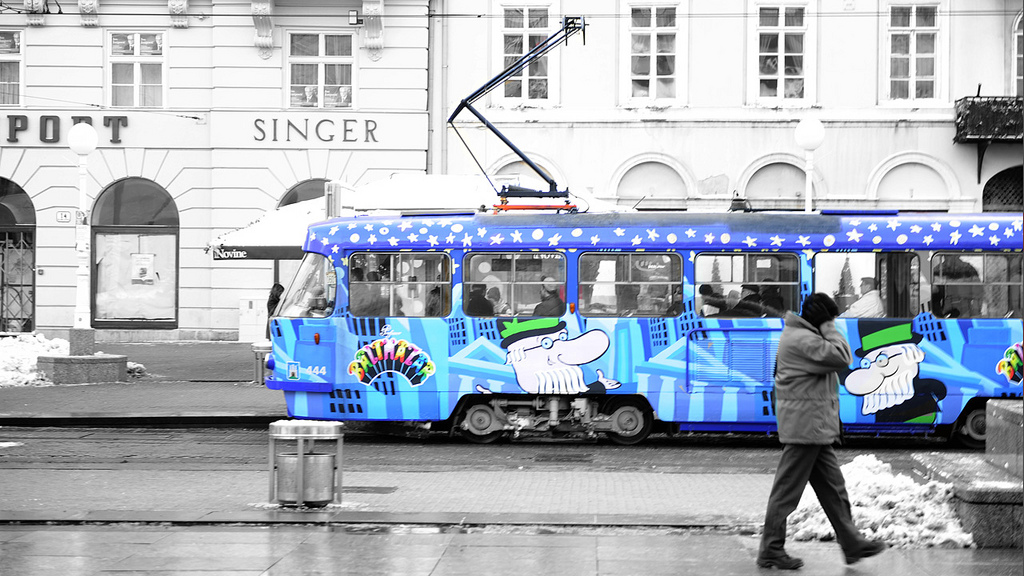
Un bus aux couleurs du Professeur Balthazar sur la Place Ban-Jelačić à Zagreb en Croatie (décembre 2009).

## Synopsis
Le professeur Balthazar est un sympathique inventeur qui résout les problèmes des habitants de Balthazarville grâce à une machine très compliquée. En réalité, c’est grâce à son imagination et à son infatigable énergie qu’il finit par trouver la solution. Modeste, le vieux professeur aime la Nature et tous les êtres vivants. Il prône la tolérance, la paix et l’amour ; il se bat pour le Bien et combat le Mal.

## Fiche technique
- Titre français : Professeur Balthazar
- Titre original : Profesor Baltazar
- Réalisateur : Zlatko Grgić
- Dessinateur : Zlatko Grgić
- Scénaristes : Zlatko Grgić, Boris Kolar, Ante Zaninović
- Production :
- Sociétés de production : Zagreb Film
- Musique : Tomica Simović
- Pays d'origine :  Croatie
- Langue : croate
- Nombre d'épisodes : 59 (4 saisons)
- Durée : 10 minutes
- Dates de première diffusion : 
  - Croatie : 1967
  - France : 1980

## Épisodes

### Première saison
1. Izumitelj cipela
2. Le Gardien de phare (Hanibalove Alpe)
3. Horacijev uspon i pad
4. Leteći Fabijan
5. Martin na vrhu
6. O mišu i satovima
7. Rođendanska priča
8. Sreća u dvoje
9. Tetke Pletke
10. Viktorov jajomat
11. Vjetrovita priča
12. Zvjezdani kvartet

### Deuxième saison
1. Alfred noćni čuvar
2. Bim-bum
3. Čudotvorni kolac
4. Doktor za životinje
5. Duga profesora Baltazara
6. Figaro Hop
7. Krojač Silvestar
8. Ledeno vruće
9. Lutke bez kose
10. Oblačna priča
11. Problem nespretnosti
12. Zvonko sa zvoni
13. Najveći snjegović

### Troisième saison
1. Amadeusove uši
2. Pollen pollue
3. Gusarski problem
4. Lavlje nevolje
5. Neman Fu-Fu
6. Que d'eau, que d'eau ! (Oblačno sa padavinama)
7. Pingvin Čarli
8. Stonožica Bosica
9. Svirka za Mirka
10. Vatrogasna priča
11. Veseli Most

### Quatrième saison
1. Baltazarova ljubav
2. Baltazarov sat
3. Duhovita priča
4. Dva cilindra
5. Hik
6. Izgubljeni zec
7. Igrati se lovice
8. Klaun Danijel
9. Le Crocodile cordonnier Abraham (Obučar Kroko)
10. Operna zvijezda
11. Pingvin Axel
12. Posao je posao
13. Ptica
14. Sportski život
15. Šampion
16. Ulični svirači
17. Veliko hrkanje
18. Violeta i Franc
19. Vjetrenjača
20. Zrak